# Кабомбовые
Кабо́мбовые (лат. Cabombáceae) — семейство водных растений.
В системе APG II порядок семейства не определён. В системе классификации Кронквиста семейство входит в порядок Кувшинкоцветные (Nymphaeales), отсутствующий в системе APG II.
По информации базы данных The Plant List (на июль 2016) семейство включает 2 рода и 6 видов:
- Brasenia Schreb. — Бразения
- Cabomba Aubl. — Кабомба